# 祖玛岩
祖玛岩（Zuma Rock)，是位于尼日利亚的尼日尔州阿布贾北部的磐石，為一巨大的侵入岩。它正好位于阿布贾通往卡杜纳的主干道边，所以有时候大家也会称之为“阿布贾门户”。它高出地面300（980英尺），并且印制在了尼日利亚货币100奈拉上。